# Savage (EP)
Savage es el primer extended play del grupo femenino surcoreano Aespa. Contiene seis canciones, incluyendo el sencillo del mismo nombre. Fue lanzado el 5 de octubre de 2021 por SM Entertainment y distribuido por Dreamus.

## Antecedentes y lanzamiento
El 13 de septiembre de 2021, SM Entertainment anunció que Aespa lanzaría su primer miniálbum el 5 de octubre. El 27 de septiembre, se publicó la lista de canciones. La cantautora estadounidense Hayley Kiyoko contribuyó con el tema de cierre del disco, «Lucid Dream». En una entrevista con los Grammy, Giselle reveló que «no pudimos conocerla y hacer una colaboración [a pesar de] que la canción fue escrita por ella». Según la revista Paper, Lee Soo-man, el fundador de SM Entertainment y productor ejecutivo del álbum, «supervisó personalmente cada pequeño detalle de su producción, incluida la pronunciación de cada sílaba».

## Composición
«Savage» se describe como una canción trap con la batería y el bajo como foco principal. «I'll Make Cry You» se describe como una canción de baile con «un ritmo único» y un «sonido de sintetizador llamativo».

## Promoción
Aespa realizará una transmisión en vivo llamada «SYNK DIVE: aespa Savage SHOWCASE» en YouTube para comentar sobre el álbum y comunicarse con sus fanáticos.

## Lista de canciones
| Savage |                                    |                                    |                                                                             |                                             |          |  |
| N.º    | Título                             | Letras                             | Música                                                                      | Arreglo                                     | Duración |  |
| 1.     | «Aenergy» (estilizado como ænergy) | Yoo Young-jin                      | Kill Dave, Pat Morrissey, Jess Corazza, Yoo Young-jin                       | Kill Dave, Pat Morrissey, Yoo Young-jin     | 2:27     |  |
| 2.     | «Savage»                           | Yoo Young-jin                      | Kirsten Collins, Jia Lih, Yoo Young-jin, Hautboi Rich                       | Jia Lih, Yoo Young-jin                      | 3:58     |  |
| 3.     | «I'll Make You Cry»                | Kenzie                             | Kenzie, Kirsten Collins, Timothy «Bos» Bullock, Brandon Green, Hautboi Rich | Timothy «Bos» Bullock, Brandon Green, IMLAY | 3:34     |  |
| 4.     | «Yeppi Yeppi»                      | Deez (Soultriii), SAAY (Soultriii) | Coach & SendoDeez (Soultriii), SAAY (Soultriii)                             | Coach & Sendo, Soultriii                    | 3:33     |  |
| 5.     | «Iconic»                           | Jo Yoon-kyoung                     | Sophie Curtis, Val Del Prete (Joombas), Timothy Tan                         | Timothy Tan                                 | 3:11     |  |
| 6.     | «Lucid Dream» (자각몽; Jagangmong) | Ellie Suh (Joombas)                | Kill Dave, Pat Morrissey, Hayley Kiyoko, Paul Phamous, Marcus Lomax         | Kill Dave, Pat Morrissey, IMLAY             | 3:30     |  |
| 20:15  |                                    |                                    |                                                                             |                                             |          |  |

## Historial de lanzamiento
| Región | Fecha                | Formato                         | Discográfica |
| ------ | -------------------- | ------------------------------- | ------------ |
| Varios | 5 de octubre de 2021 | CD, descarga digital, streaming | SM, Dreamus  |